# Congo Square
Der Congo Square ist ein historischer Platz in New Orleans nördlich der Rampart Street im heutigen Louis Armstrong Park (im Faubourg Tremé). Er hat in New Orleans historische Bedeutung als ehemaliger Treffpunkt der Sklaven in spanischen Kolonialzeiten und danach, die dort am sonntäglichen Ruhetag zu Musik tanzten.

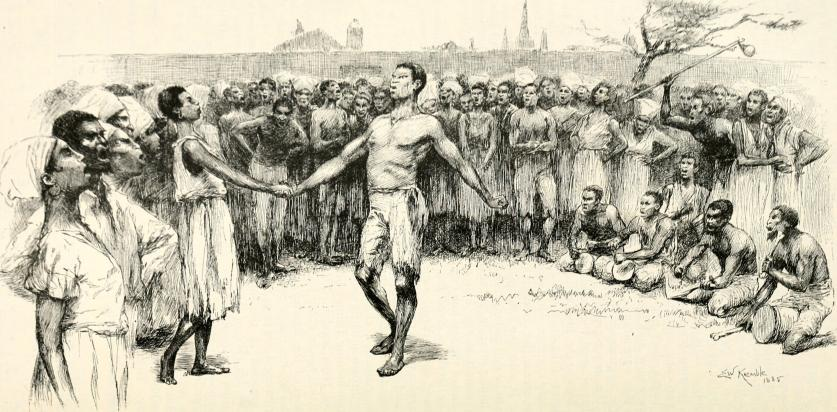
Illustration von E. W. Kemble von 1885 über den Tanz im Congo Square

## Beginn in der französischen und spanischen Kolonialzeit
Ursprünglich lag der Platz zu französischen und spanischen Zeiten (ab 1769) außerhalb des Vieux Carré des Stadtzentrums (begrenzt durch die Rampart Street). Er war damals auch Ort sonntäglicher Stierkämpfe. Er war von schattenspendenden Eichen und Maulbeer-Feigen umgeben. Wegen der sich dort versammelnden Sklaven hieß er zu spanischen und französischen Zeiten im 18. Jahrhundert Place des Negres oder Place Congo (für die Benennung Kongo erst in spanischen Zeiten spricht, dass erst dann Sklaven aus dem Kongo in größerem Ausmaß in New Orleans waren) – er hatte allerdings nie offiziell diesen Namen. Nach anderen Quellen stammt der Name erst aus späterer Zeit, von zirkusartigen Vorstellungen, die dort ab 1816 von einem Signore Gaetano aus Havana veranstaltet wurden (Congo Circus). Er diente auch Jugendlichen dem Raquette-Spiel, daneben fanden aber weiter die sonntäglichen Versammlungen der Farbigen statt.
Die teilweise noch aus Afrika gebürtigen Sklaven konnten dort, beginnend ab Mitte des 18. Jahrhunderts, am arbeitsfreien Sonntag Waren verkaufen und ihre Musik und Tänze ausüben. Anfang des 19. Jahrhunderts kamen viele ehemalige Sklaven nach der Haitianischen Revolution hinzu und auch die freigelassene farbige Bevölkerung, die meist in der Gegend des Tremé-Viertels wohnte, gesellte sich dazu. In großen Teilen der damaligen USA wurde den Schwarzen dagegen auf den Plantagen die Pflege ihrer Musikkultur untersagt, und größere Ansammlungen etwa zu Tänzen in der Öffentlichkeit waren meist verboten. Im ehemals spanischen und dann französischen New Orleans hatte man eine tolerantere Einstellung. Nachweisen lässt sich die Erwähnung von tanzenden Sklaven auf einem Place Congo in einem Brief des spanischen Hilfsbischofs Cyrillo Sieni, der sich über diese Störungen des Sonntags in der Nähe der Kathedrale beschwerte (er nennt die Tänze Bamboula), weswegen einige Historiker annehmen, dass damit nicht der heutige Congo Square, sondern der damalige Hauptmarkt Place d´Armes (Plaza de Armas, heute Jackson Square) gemeint war. Der Gouverneur Estevan Miró erließ darauf im Juni 1786 ein Edikt, in der die Tänze (Tangos) der Schwarzen bis nach der Vesper warten sollten. Ein Jahr später wird über eine Steuer berichtet, die der städtische Schatzmeister von handelnden Schwarzen am Markt Congo erhob. Versammlungen von Sklaven an den arbeitsfreien Sonntagen waren in ganz Louisiana üblich und es gab noch keinen Anhaltspunkt, dass sie in spanischen Zeiten auf einen Platz beschränkt waren.

## US-amerikanische Zeit
Die Versammlungen bestanden auch nach der Übernahme von New Orleans durch die USA 1804. Es gibt ein amerikanisches Gesetz von 1817, das die Versammlungen ausdrücklich erlaubte, wobei aber ein einziger Platz festgelegt wurde, der von der Stadt bestimmt wurde (der Congo Square), und wo die Tänzer von der Polizei beobachtet werden konnten.
1819 fertigte der Architekt Benjamin Latrobe Zeichnungen der Szenen auf dem Congo Square an und berichtet darüber in seinen Tagebüchern, die die genauesten erhaltenen Aufzeichnungen über die Treffen am Congo Square sind. Er schildert Versammlungen von etwa 500 bis 600, jeweils Kreise um die Gruppen mit Tänzern und Musikern bildend, Trommeln (Bamboulas, Conga-artige Trommeln, zwischen den Beinen gehalten oder so, dass der Trommler darauf saß und andere Formen) und eine Art Banjo. Andere Beobachter schilderten schon früh Geigen, Tambourine, Maultrommeln, Schwegel-ähnliche Flöten. Die Tänze werden als Bamboula oder Calinda bezeichnet. Schon zu Zeiten von Latrobe um 1820 (dem die Vorstellungen nach eigenen Aussagen stumpf und barbarisch vorkamen) berichteten andere Augenzeugen allerdings von einem wesentlich breiteren musikalischen Spektrum einschließlich Virginia Breakdowns, Minstrel-Songs und Fandangos. Die Treffen am Congo Square waren damals bereits eine Touristenattraktion.

## Ende der Versammlungen und spätere Geschichte
Da die Versammlungen die Sonntagsruhe der Anwohner störten, wurden schon 1829 Verbote erlassen, die Polizei schritt zunehmend bei Tänzen und Versammlungen der Sklaven ein. 1835 stoppten die Tänze am Congo Square, liefen dann aber wieder eine Weile, endeten aber definitiv 1851, als der Platz Place d´Armes genannt wurde (vorher hieß er Place Publique). Ein Stadtführer von 1845 schilderte den Congo Square schon als Platz, wo sich die Sklaven in alten Zeiten versammelt hätten. Hinzu kam, dass der größere Tremé-Markt 1840 eröffnet worden war, der dem Markt auf dem Congo Square Konkurrenz machte. Nach dem Sezessionskrieg wurde der Platz offiziell in Place Beauregard umbenannt (nach dem Südstaatengeneral P. G. T. Beauregard), im Volksmund hieß er aber weiter Congo Square und wurde 2011 auch wieder offiziell so genannt. Am Congo Square spielten gegen Ende des 19. Jahrhunderts Brass Bands und andere Orchester.
Im Norden wurde 1930 das New Orleans Municipal Auditorium (eine Veranstaltungshalle) eröffnet. Die Häuser der Umgebung wurden im Rahmen eines umstrittenen städtischen Sanierungsprojekts in den 1960er Jahren vielfach abgerissen, später wurde dann daraus ein Park, der unter Denkmalschutz steht, der Louis-Armstrong-Park. Hier fand das erste New Orleans Jazz & Heritage Festival ab 1970 statt, bis es für den Platz zu groß wurde.

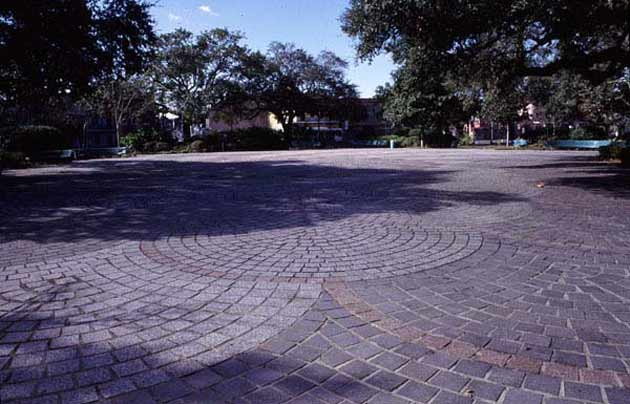
Congo Square heute

## Nachwirken
George Washington Cable schrieb 1886 einen Essay über den Congo Square und die dort dargebotenen Tänze und Musik im Century Magazine mit Noten von Musik, die dort gespielt worden sein soll. Er bezog seine Informationen allerdings aus zweiter Hand, und Sandke hält die Darstellungen von Cable und anderen Autoren Ende des 19. Jahrhunderts wie Lafcadio Hearn, auf die sich frühe Jazzautoren wie Robert Goffin, Marshall Stearns, Rudi Blesh oder Jazzmen von 1939 (herausgegeben von Frederic Ramsey und Charles Edward Smith) stützen, für weitgehende Fiktion, von Cable zusammengestellt aus den verschiedensten Quellen wie einem Buch über Tänze in der Karibik (Haiti) Ende des 18. Jahrhunderts oder einem Artikel aus der Zeitschrift aus New Orleans The Picayune über den Congo Square von 1879. In der frühen Jazzliteratur wurde daraus die Legende, dass diese Versammlungen auf dem Congo Square bis in die 1880er Jahre noch aktuell gewesen wären und sogar den frühen Jazz (Buddy Bolden) beeinflusst hätten. Nach Sandke ist der Congo Square als Missing Link der Jazzgeschichte genauso illusorisch wie der Piltdown-Mensch, was sich auch daran festmache, dass die verwendeten Instrumente (wie Congas) gänzlich andere waren.
Auch für die Stücke des kreolischen, in New Orleans aufgewachsenen Komponisten Louis Moreau Gottschalk wie das Klavierstück Bamboula (Opus 2, 1844 bis 1846 entstanden, als Gottschalk zum Studium in Paris war, 1848 erschienen), auf den Cable auch in seinem Aufsatz verweist, kommt der Congo Square als Quelle nicht in Frage (nach seinem Biographen Starr hatte er die Melodie von seiner Gouvernante aus Santo Domingo). Der Mythos des Congo Square inspirierte aber weiter Autoren und Musiker im 20. Jahrhundert. Henry F. Gilbert (1868–1929) komponierte das symphonische Gedicht The Dance in Place Congo (1908). Congo Square ist der Titel einer Komposition von Wynton Marsalis und Yacub Addy, die afrikanische Musik aus Ghana mit Swing-Arrangements für Bigband kombiniert und des Bluesmusikers Sonny Landreth (auf seinem Album Down in Louisiana 1985). Donald Harrison ist Big Chief der Congo Nation im Mardi Gras und sieht sich als Verwalter des Congo-Square-Musikerbes. Die Sängerin Amel Larrieux sang im Jahr 2004 das Stück Congo mit Bezug zum Congo Square ein.